# Мёльдерс, Саша
Са́ша Мёльдерс (нем. Sascha Mölders; род. 20 марта 1985, Эссен, Северный Рейн-Вестфалия) — немецкий футболист, нападающий.

## Карьера
Мёльдерс начинал карьеру в командах родного города — «Эссен-Шёнебек», «Шварц-Вайсс» и «Ваккер Бергеборберг».
В июле 2006 года присоединился к резервной команде «Дуйсбурга». За первые два месяца Мёльдерс сумел забить десять мячей, после чего был приглашён к тренировкам вместе с первой командой «Дуйсбурга». После того, как в сезоне 2006/07 Мёльдерс c 24 забитыми мячами стал лучшим бомбардиром Оберлиги Северного Рейна, он был окончательно переведён в состав первой команды «Дуйсбурга».
30 сентября 2008 года, в гостевом матче против «Ганновера» (1:2), Мёльдерс дебютировал в Бундеслиге, выйдя на замену на 81-й минуте. В течение сезона Мёльдерс сыграл в одиннадцати играх, не забил ни одного гола и вместе с командой покинул Бундеслигу.
Перед сезоном 2008/09 Мёльдерс перешёл в клуб Региональной лиги «Запад» «Рот-Вайсс» из Эссена, где в первый же сезон стал лучшим бомбардиром чемпионата с 28 голами.
В январе 2010 года Мёльдерс был приглашён спасать от вылета клуб Второй Бундеслиги «Франкфурт». В первой же игре Мёльдерс получил травму, но через две недели вернулся на поле и в оставшихся 12 играх смог забить три гола, которые помогли «Франкфурту» сохранить место во второй лиге. Контракт игрока, действующий до 2011 года, был продлен на два года. В сезоне 2010/11 с 15 забитыми мячами Саша стал лучшим бомбардиром клуба.
Летом 2011 года Мёльдерс перешёл в «Аугсбург». Дебют в Бундеслиге состоялся 6 августа, в матче первого тура сезона против «Фрайбурга» (2:2), когда Мёльдерс забил первые два мяча в Бундеслиге.
В январе 2016 года Мёльдерса до конца сезона арендовал клуб «Мюнхен 1860» с правом последующего выкупа. В 2017 году перешёл на постоянной основе в Мюнхен.